# Marta Casals Istomin

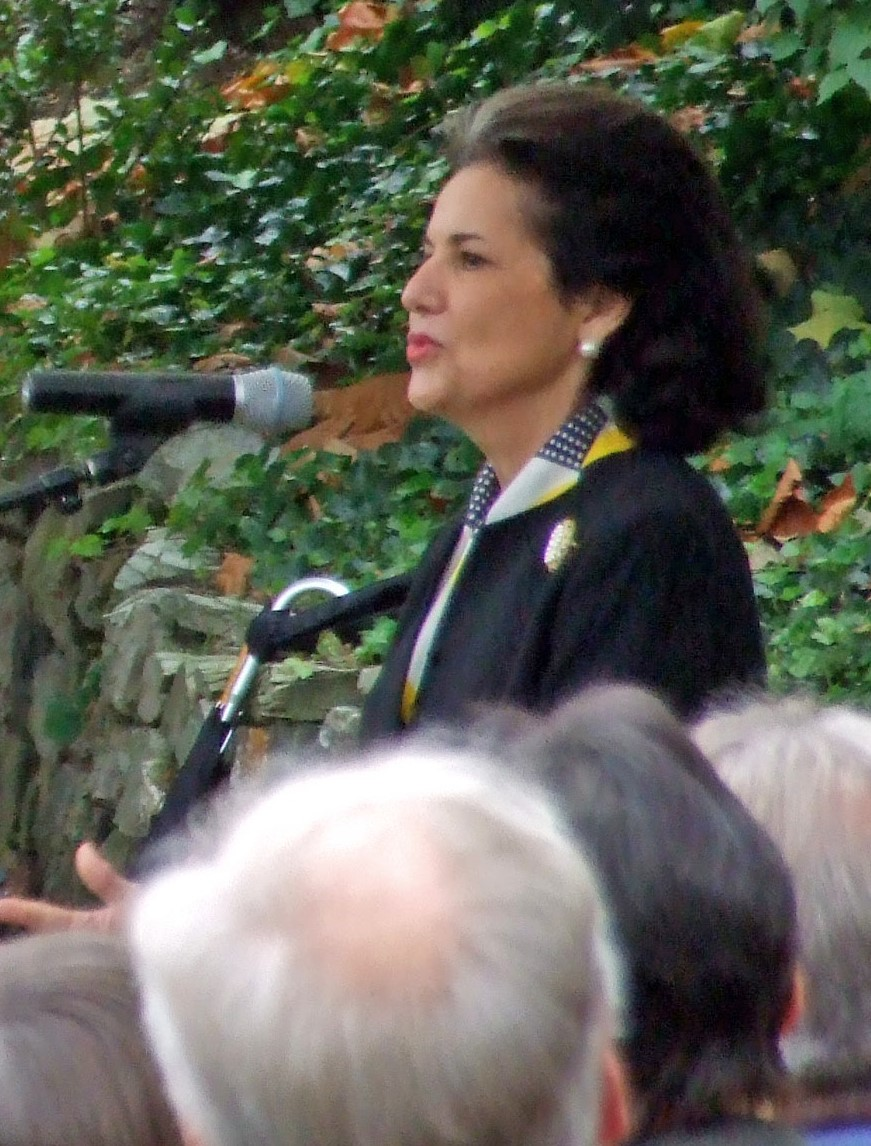
Marta Casals Istomin

Marta Casals Istomin (* 2. November 1936 in Humacao als Marta Angelica Montañez Martinez) ist eine US-amerikanische Musikerin und Musikpädagogin puerto-ricanischer Herkunft.

## Leben
Sie erhielt als Kind Violinunterricht bei ihrem Onkel Rafael Montañez, der Lyriker, Journalist und Musiker war. Vier Jahre lang besuchte sie die Marymount School des Convent of the Sacred Heart of Mary in New York und nahm daneben Cellounterricht bei Lieff Rosanoff am Mannes College of Music. Nach dem Abschluss der Marymont School 1954 ging sie nach Europa und wurde Schülerin von Pablo Casals. Sie nahm am Prades Festival teil, folgte Casals zur Musiksommerakademie Zermatt und war 1956 an der organisatorischen Leitung des Festival Casals de Puerto Rico in San Juan beteiligt. Im Jahr 1957 heiratete sie Casals, dessen Arbeit sie bis zu seinem Tode 1973 unterstützte.
1974 übernahm sie eine Gastprofessur für Cello am Curtis Institute of Music, zugleich wurde sie Mitglied im Vorstand des Festival Casals de Puerto Rico. 1975 heiratete sie den Pianisten Eugene Istomin. Von 1980 bis 1990 war sie künstlerische Leiterin des John F. Kennedy Center for the Performing Arts, wo sie für die Programmgestaltung in den Bereichen Musik, Tanz und Theater zuständig war und u. a. die Terrace Concerts und eine Reihe musikpädagogischer Programme initiierte. 1990 wurde sie Generaldirektorin des Festivals Rencontres Musicales d’Évian in Frankreich (bis 1997), im gleichen Jahr berief sie Präsident George H. W. Bush als Mitglied des National Council on the Arts. Von 1992 bis 2005 war sie Präsidentin der Manhattan School of Music. 2015 wurde sie als Library of Congress Living Legend geehrt.